# Datana
Datana là một chi bướm đêm thuộc họ Notodontidae.

## Các loài
- Datana ministra (Drury, 1773)
- Datana angusii Grote & Robinson, 1866
- Datana drexelii Hy. Edwards, 1884
- Datana major Grote & Robinson, 1866
- Datana contracta Walker, 1855
- Datana integerrima Grote & Robinson, 1866
- Datana perspicua Grote & Robinson, 1865
- Datana robusta Strecker, 1878
- Datana modesta Beutenmüller, 1890
- Datana ranaeceps  (Guérin-Méneville, 1832)
- Datana diffidens Dyar, 1917
- Datana neomexicana Doll, 1911
- Datana chiriquensis Dyar, 1895